# Paula Montal Fornés
Paula Montal Fornés, Sch.P., řeholním jménem Paula de San José de Calasanz (11. října 1799 Arenys de Mar – 26. února 1889 Olesa de Montserrat) byla španělská římskokatolická řeholnice, zakladatelka a členka kongregace Dcer Marie zbožných škol. Katolická církev ji uctívá jako světici.

## Život

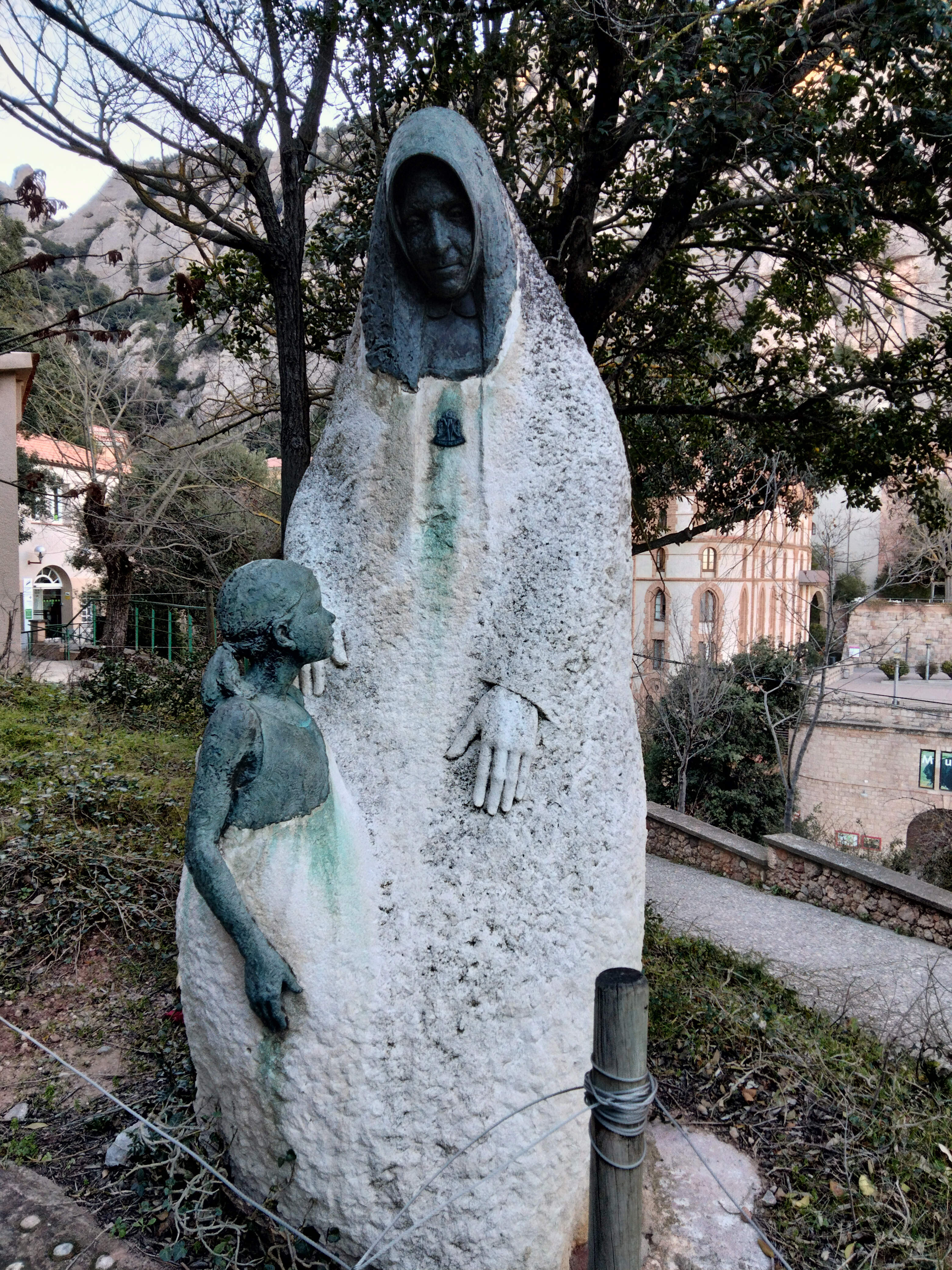
Její socha na Montserratu

Narodila se dne 11. října 1799 v Arenys de Mar jako nejstarší z pěti dcer Ramonu Montalovi a Vicentě Fornés do otcova druhého manželství. Její otec zemřel, když jí bylo deset let. Již v mladém věku pracovala jako krajkářka a jako švadlena, aby finančně pomohla matce s péčí o sourozence. Později také pomáhala ve své farnosti učit chudé děti katechismus.
V roce 1829 spolu se svoji přítelkyní Inésou Busquets otevřela školu v Gironě, aby poskytovala vzdělání a duchovní vedení všem, kteří to potřebovali. Jí založená škola zaznamenala rychlý úspěch a v květnu roku 1842 založila školu ve svém rodném městě a další později v roce 1846 v Sabadell.
Dne 2. února 1847 založila novou ženskou řeholní kongregaci Dcer Marie zbožných škol, jejíž členky mají za cíl působení v oblasti vzdělávání. Po založení kongregace přijala spolu s Inésou Busquets, Felicií Clavell a Franciscou de Domingo její řeholní hábit. Zvolila si řeholní jméno Paula de San José de Calasanz, na počest sv. Josefa Kalasanského. Spolu se svými společnicemi složila do rukou barcelonského arcibiskupa Pedra Martíneze de San Martín, který také vydal diecézní souhlas se založením kongregace, své řeholní sliby. Jí založená kongregace se poté rozrostla o nové členky i řeholní domy.
Založila pak dalších sedm škol, spravovaných její kongregací ve městech jako Blanes (1854) nebo Masnou (1852). Dne 15. prosince 1859 založila školu v Olesa de Montserrat v provincii Barcelona, která poskytovala vzdělání dcerám chudých dělníků, a zůstala tam po zbytek svého života.
Zemřela dne 26. února 1889 v Olesa de Montserrat, kde jsou také v kapli řeholního domu jí založené kongregace uchovávány její ostatky.

## Úcta
Dne 28. listopadu 1988 ji papež sv. Jan Pavel II. podepsáním dekretu o jejích hrdinských ctnostech prohlásil za ctihodnou. Dne 21. prosince 1992 byl uznán zázrak na její přímluvu, potřebný pro její blahořečení.
Blahořečena pak byla dne 18. dubna 1993 na Svatopetrském náměstí papežem sv. Janem Pavlem II. Dne 1. července 2000 byl uznán druhý zázrak na její přímluvu, potřebný pro její svatořečení. Svatořečena pak byla dne 25. listopadu 2001 na Svatopetrském náměstí papežem sv. Janem Pavlem II.
Její památka je připomínána 26. února. Bývá zobrazována v řeholním oděvu. Je patronkou jí založené kongregace.